# Villanova Marchesana
Villanova Marchesana település Olaszországban, Veneto régióban, Rovigo megyében. Lakosainak száma 872 fő (2023. január 1.). Villanova Marchesana Adria, Riva del Po, Gavello, Papozze és Crespino községekkel határos.

## Népesség
A település lakossága az elmúlt években az alábbi módon változott:
| Lakosok száma | 937  | 919  | 872  |
|               | 2017 | 2018 | 2023 |